# Falcarius
A Falcarius (jelentése 'kaszaműves', az állat nagyméretű karmokban végződő kezeire utalva) a therizinosauroidea dinoszauruszok egyik neme, melynek fosszíliáit az egyesült államokbeli Kelet-Közép-Utah területén fedezték fel 2005-ben. Körülbelül 126 millió évvel ezelőttről, a kora kréta kor barremi korszakából származó maradványai az akkoriban Kínában felfedezett, hasonló korú Beipiaosaurusszal együtt talán segíthetnek a therizinosauroideák és az egyéb theropoda családok közötti rokoni kapcsolatok tisztázásában.

## Anatómia
Több példány csontmaradványainak vizsgálatát követően a tudósok a Falcariust tollas, gömbölyded, sarló alakú karmokat viselő állatként írták le. A típusfaj, a Falcarius utahensis körülbelül 3,7–4 méter hosszú és több, mint 1,2 méter magas volt. Hosszú nyakával a talaj felett, 1,5 méteres magasságban levő leveleket és gyümölcsöket is elérhette. Levél formájú fogai és 10–13 centiméteres karmai pedig azt jelzik, hogy hússal is táplálkozott, feltehetően kis termetű állatokat, például gyíkokat és növényeket fogyasztott.

## Osztályozás
A Falcarius nagyon hasonlít a Maniraptora csoport részét képező Therizinosauridae család többi nemére, de valószínűleg nem ez utóbbi család tagja, hanem inkább az azt tartalmazó nagyobb Therizinosauroidea csoporthoz tartozik. E csoportot a madárszerű, széles csípő, az aránylag nagy agyüreg és a növényevőkre jellemző üreges csontokból álló hosszú nyak jellemzi. A kevésbé kezdetleges ázsiai példányokat pehelyszerű tollazat fedte; ami a Falcarius esetében is feltételezhető. A csoport nagyobb, lajhárszerű tagját, a therizinosaurida Nothronychust az 1990-es évek végén, Új-Mexikóban tett felfedezés alapján 2001-ben írták le. Azonban ezt a leletet, amely az első Észak-Amerikában talált therizinosauridaként vált ismertté, csak 90 millió évesre becsülték.

## Felfedezés
A Utah államban, a Cedar Mountain-formáció Yellow Cat tagozatában található lelőhelyen, egy 8000 négyzetméteres területen a Falcarius több száz, vagy talán több ezer példánya található. Az elérhető fosszíliáknak csak egy kis részét tárták fel.
Bár a Falcarius tudományos leírása már 2004-ben megjelent, hivatalosan csak 2005 májusában, a Nature című folyóiratban publikált következő cikkben nevezték el. A tanulmány társszerzői közé tartozott Scott Sampson, a Utahi Egyetemen található Utahi Természetrajzi Múzeum (Utah Museum of Natural History) vezető kurátora és Lindsay Zanno, az egyetem doktorandusz hallgatója. Dr. Sampson szerint ez a faj „…a hiányzó láncszem a ragadozó dinoszauruszok és a bizarr növényevő therizinosaurusok között”.
A Falcarius utahensis felállított csontvázát a múzeum 2005. június 29-én mutatta be.

## Fordítás
- Ez a szócikk részben vagy egészben a Falcarius című angol Wikipédia-szócikk ezen változatának fordításán alapul.  Az eredeti cikk szerkesztőit annak laptörténete sorolja fel. Ez a jelzés csupán a megfogalmazás eredetét és a szerzői jogokat jelzi, nem szolgál a cikkben szereplő információk forrásmegjelöléseként.